# Nogueira (Bragança)
Nogueira ist eine Gemeinde (Freguesia) im portugiesischen Kreis Bragança. In ihr leben 462 Einwohner (Stand 19. April 2021).